# 김현성 (가수)
김현성(1978년 1월 10일 ~ )은 대한민국의 가수 겸 작가이다.
김현성의 대표곡 중 하나인 《소원》은 대만의 여가수 장혜매(張惠妹)가 중국어 노래로 변환한 곡인 《진실(眞實)》이 중국 홍콩 싱가포르 등에서 각종 음반 차트 상위권에 랭크 되었었다.
홍콩 주간지인 <아주주간>이 2002년 2월 3일 발표한 음반 차트 및 싱가포르 TV 집계에서 1위를 차지한 것을 비롯해 상해 음악 채널 1위, 대만 음악 차트 1위, 광동TV 순위 3위에 랭크되는 등 폭발적인 인기를 누렸었다.

## 기본 정보
- 취미 : 영화보기, 독서
- 특기 : 악기연주 (건반, 기타)
- 데뷔 : 1997년 1집 앨범 소원
- 갑작스런 결절로 인해 음악활동을 지속하지 못했으며 2015년 10월 28일 감성산문집 《당신처럼 나도 외로워서》를 통해 작가로 데뷔했다.

## 학력
- 제물포고등학교
- 인하대학교 불어불문학
- 한국예술종합학교 대학원 서사창작과

## 수상
- MBC 강변가요제 금상 (1997)
- Heaven (2003)

## 방송
- 가족오락관 (1998, 1999, 2003)
- 시처럼 노래처럼 (2001)
- 파워 핫3 빅10 (2001)
- 이소라의 프로포즈 (2001)
- 스타 캡슐 (2001)
- Da Street (2002)
- TV는 사랑을 싣고 (2002)
- THE FAN (2002)
- 한글날 특집 세종대왕 가라시대 (2002)
- 컴백쇼 TOP 10 (2011)
- 투유 프로젝트 - 슈가맨 9회 (2015)
- 미스터리 음악쇼 복면가왕 (2018) - 나 빼고 다 가면 버섯! 버섯돌이! [참가자 - 2라운드 진출]
- 싱어게인2 (2021)

## 앨범
- Romio's heart (6집) (2007)- 머리로 맘을 누르죠
- Air (5집) (2004)- 행복
- Soulmate (4집) (2003)- Heaven, Paradise
- 玄' SOLITUDE (3집) (1999)- 이해할께
- Killer (2집) (1998)- Killer, 슬픈 변명
- Kimhyunsung vol.1 (1집) (1997)- 소원

## ost
- 영화 슈퍼스타 감사용 (Fly High)
- 사랑과 전쟁2 OST (이 시간을 멈춰서)

## 도서
- 감성산문집 《당신처럼 나도 외로워서》 (세종서적, 2015년)
- 이탈리아 아트트립 일생에 한 번은 중세 미술 여행 (더퀘스트, 2020년)
- 어린 새 (책고래, 2022년)